# Zastupnički dom (Češka)
Zastupnički dom Parlamenta Češke Republike (češ. Poslanecká sněmovna Parlamentu České republiky) ili jednostavno Zastupnički dom (češ. Poslanecká sněmovna), odnosi se na donji dom Parlamenta Češke Republike. Sjedište Poslaničkog doma je palača Thun u praškoj četvrti Maloj strani.
Zastupnički dom Parlamenta Češke Republike sadrži 200 zastupnika koji zastupaju četverogodišnji mandat te se biraju na parlamentarnim izborima u državi. Od 2002., postoji 14 biračka kruga koji odgovaraju češkim regijama te za raspodjelu zastupničkih mjesta prilikom višepartijskih izbora koristi D'Hondtov sistem. Svaki češki državljanin stariji od 21 godinu ima pravo glasovati.
Vlada Češke odgovorna je Zastupničkom domu te premijer ostaje u uredu jedino dok god zadrži većinsku potporu zastupnika.

## Vanjske poveznice linkovi
- Službeni website